# Joaquín Íñigo
Joaquín Íñigo (Zaragoza, España; 1799) fue un abogado y político español.

## Biografía
Fue abogado de los Tribunales Nacionales y del Colegio de Abogados de Zaragoza. Fue Académico Profesor de la Academia Aragonesa de Jurisprudencia.
Consta como uno de los grandes propietarios de la provincia, ligado a varios parientes que a su vez eran importantes terratenientes. En 1837 era diputado provincial de la Diputación Provincial de Zaragoza y cesó por haber sido elegido Diputado a Cortes.
Fue elegido Diputado a Cortes por la circunscripción de Zaragoza en 1837, que revalidaría en las elecciones de 1839, 1840 y 1841. En 1840 fue también parte de la Junta Revolucionaria de Zaragoza, que había protagonizado una sublevación en el marco de la Revolución de 1840, que trajo el comienzo de la Regencia de Espartero. Fue nombrado Presidente de la Junta Provincial de Gobierno de Zaragoza y del 2 de octubre de 1840 al 29 de octubre de 1840 presidió la provincia.
Íñigo cesó en su escaño en 1843, junto a la caída del poder de Espartero.
Fue Secretario de su Majestad y oficial del Ministerio de la Gobernación de la Península.
Con el comiendo del Bienio Progresista volvió a ocupar cargos públicos. De 1854 a 1856 volvió a ser diputado a Cortes por la provincia de Zaragoza. En 1854 fue director general de Beneficencia, Sanidad y Establecimientos Penales. En 1854 fue Jefe Superior de la Administración Civil.
En 1865 fue elegido diputado una vez más, esta vez por el distrito de Palma de Mallorca.
Fue Académico de Honor de las Academias de Nobles Artes de San Fernando y de la de Ciencias Naturales de Madrid.